# Dumbrăveni (okręg Konstanca)
Dumbrăveni – wieś w Rumunii, w okręgu Konstanca, w gminie Dumbrăveni. W 2011 roku liczyła 462 mieszkańców.